# Files di Google
Files di Google (precedentemente nota come Files Go) è un'app di gestione file per la ricerca di file, per la pulizia e per il trasferimento offline di file, pubblicata da Google il 5 dicembre 2017 per dispositivi Android. L'app è disponibile in 90 lingue.

## Funzionalità
L'applicazione può suggerire file che gli utenti dovrebbero eliminare, come applicazioni non utilizzate, file duplicati, video a bassa risoluzione, ecc., per così liberare spazio nel telefono Android dell'utente. Fornisce inoltre la possibilità di trovare e gestire rapidamente file, condividere file offline ed eseguire il backup di file su Google Drive o altri sistemi di archiviazione cloud. Google ha affermato che gli utenti possono risparmiare circa 1 GB di spazio di archiviazione utilizzandolo.
Google ha lanciato per la prima volta una versione beta dell'app a novembre 2017. Files (precedente Files Go) era stato sviluppato e pensato per dispositivi Android Go, ma può essere utilizzato anche su qualsiasi dispositivo con Android Lollipop (5.x) o superiore.
Inoltre, Apple Airdrop ha una tecnologia simile, due dispositivi con l'applicazione Files possono trasferire file direttamente (velocità fino a 490Mbps), senza spendere il traffico dati mobili.

## Curiosità
Il 31 maggio 2018, Google ha annunciato il lancio di "Google File Geek" per la Cina, che è una versione personalizzata di "Files Go" in Cina, disponibile anche per il download tramite Baidu, Huawei, Tencent e Xiaomi.